# Seznam inscenací Dejvického divadla

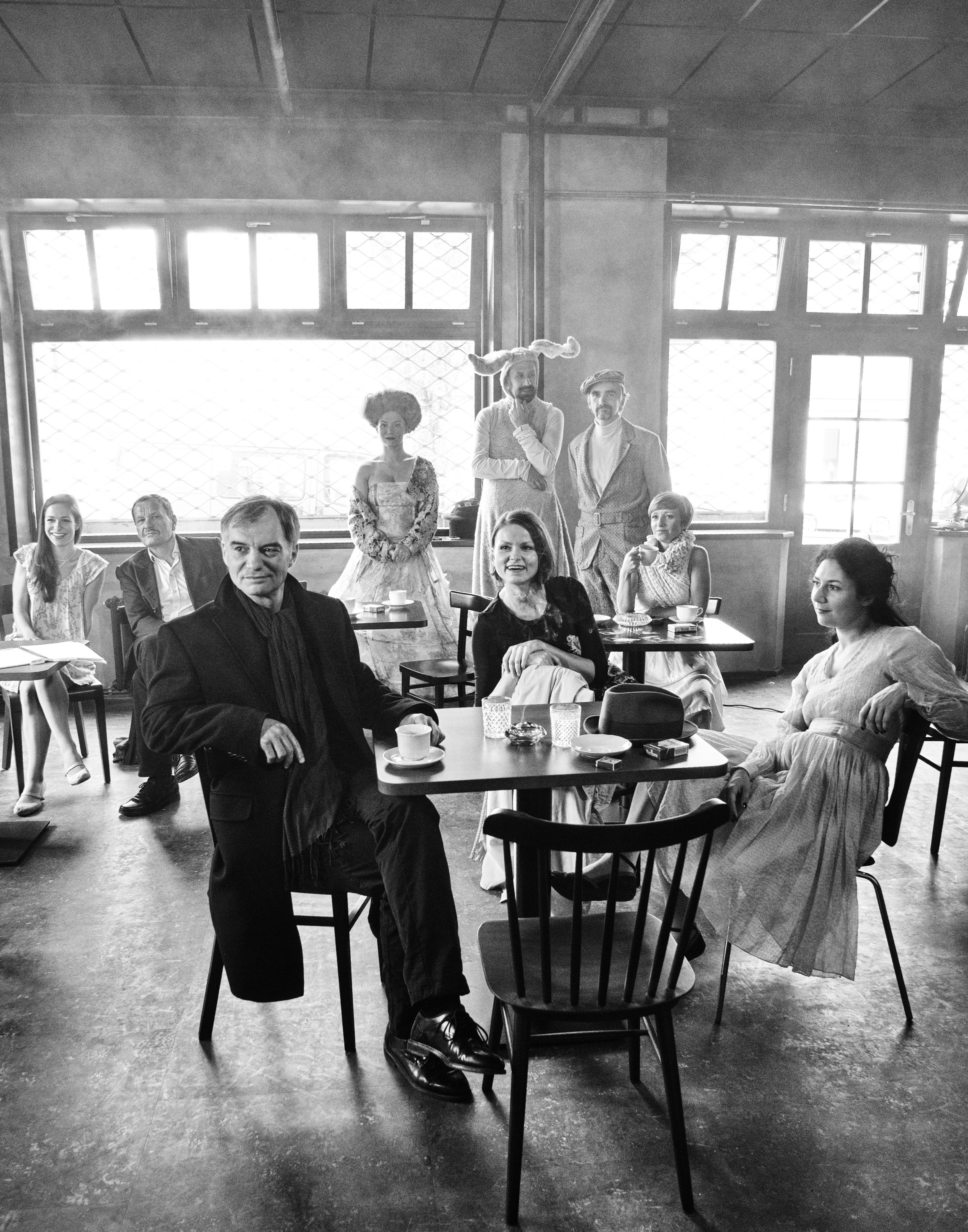
Soubor Dejvického divadla
v sezóně 2014/2015

Seznam inscenací Dejvického divadla obsahuje všechny inscenace od roku 1992.

## První soubor (1992–1996)
| pořadí | autor                                                 | překladatel                     | titul                                                        | premiéra           | derniéra           | režie                  | scéna              | kostýmy            | hudba                           |
| ------ | ----------------------------------------------------- | ------------------------------- | ------------------------------------------------------------ | ------------------ | ------------------ | ---------------------- | ------------------ | ------------------ | ------------------------------- |
| 1      | Matěj Kopecký                                         |                                 | Johannes Doktor Faust                                        | 14. října 1992     | 9. října 1994      | Matěj Kopecký (mladší) | Pavel Hubička      | František Vítek    | Jan Jiráň                       |
| 2      | Jan Schmid                                            |                                 | Obrazy Petra Brueghela aneb Život člověka                    | 21. října 1992     | 7. června 1995     | Jan Schmid             | Szilard Boráros    | Szilard Boráros    |                                 |
| 3      | Francis Scott Fitzgerald                              | Lubomír Dorůžka                 | Diamant velký jako Ritz                                      | 20. dubna 1993     | 26. listopadu 1993 | Michael Čech           | Jan Semerád        | Jan Semerád        | Pink Floyd, René Krupanský      |
| 4      | Daniil Charms                                         | Václav Daněk                    | Petrák-Hrbatý, Makarov, Petersen, Idy Markovny, Gnom a další | 12. října 1993     | 29. dubna 1997     | Arnošt Goldflam        | Barbora Lhotáková  | Barbora Lhotáková  | Jiří Bulis                      |
| 5      | Edgar Lee Masters                                     | Zdeněk Urbánek                  | Spoonriverská antologie                                      | 11. června 1993    | 12. května 1997    | Jakub Krofta           | Marek Zákostelecký | Marek Zákostelecký | Vratislav Šrámek                |
| 6      | Jan Borna                                             |                                 | To je nápad!                                                 | 13. listopadu 1993 | 21. června 1996    | Jan Borna              | Barbora Lhotáková  | Barbora Lhotáková  | Jiří Bulis, texty Jan Vodňanský |
| 7      |                                                       |                                 | Kwaidan                                                      | 30. listopadu 1993 | 30. března 1994    | Karel Brožek           | Magda Malatilli    | Magda Malatilli    |                                 |
| 8      | Miguel de Cervantes, António José da Silva, Jan Borna | Dagmar Strejčková, Václav Černý | Dobrodružství dona Quijota                                   | 27. března 1994    | 13. června 1996    | Jan Borna              | Barbora Lhotáková  | Barbora Lhotáková  | Jan Vondráček                   |
| 9      | Josef Illner                                          |                                 | Kvas krále Vondry XXVI.                                      | 24. září 1994      | 23. června 1996    | Arnošt Goldflam        | Petra Štětinová    | Petra Štětinová    | Josef Illner                    |
| 10     | Dario Fo                                              | Alena Světlíková                | Mysteria Buffa                                               | 13. prosince 1994  | 10. června 1999    | Jan Borna              | Petr Matásek       | Petr Matásek       |                                 |
| 11     | Sławomir Mrożek                                       | Helena Stachová                 | Tango                                                        | 25. února 1995     | 18. června 1996    | Jan Borna              | Barbora Lhotáková  | Barbora Lhotáková  |                                 |
| 12     | Jan Čep, Jakub Deml, Jan Antonín Pitínský             |                                 | Sestra Úzkost                                                | 13. května 1995    | 8. května 1997     | Jan Antonín Pitínský   | Egon Tobiáš        | Zuzana Štefunková  | Vratislav Šrámek                |
| 13     | Gert Hofmann, Petra Urbanová, Peter Varga             | Růžena Grebeníčková             | Slovo o Lenzovi                                              | 21. září 1995      | 24. října 1996     | Petra Urbanová         | Klára Soukupová    | Klára Soukupová    |                                 |
| 14     | Hans Christian Andersen, Biljana Golubović            |                                 | Sněhová královna                                             | 3. prosince 1995   | 3. března 1996     | Biljana Golubović      | Beata Hundertmark  | Renáta Pavlíčková  | Martin Veliký                   |
| 15     | Jan Borna, Petr Matásek, Jan Vodňanský                |                                 | Zpívej, klaune…!                                             | 17. prosince 1995  | 17. června 1996    | Jan Borna              | Barbora Lhotáková  | Barbora Lhotáková  | Jiří Bulis                      |
| 16     | Richard Weiner a různí                                |                                 | Rovnováha                                                    | 30. března 1996    | 24. dubna 1997     | Arnošt Goldflam        | Petra Štětinová    | Petra Štětinová    | Jan Vondráček                   |

## Druhý soubor (1996–dodnes)
| pořadí | autor                                                           | překladatel                               | titul | premiéra                                                     | derniéra                          | režie                         | scéna                             | kostýmy                                                      | hudba                                                      |
| ------ | --------------------------------------------------------------- | ----------------------------------------- | --- | ------------------------------------------------------------ | --------------------------------- | ----------------------------- | --------------------------------- | ------------------------------------------------------------ | ---------------------------------------------------------- |
| 17     |                                                                 |                                           | Anatomie gagu | 18. června 1995                                              | 1. června 1997                    | Miroslav Krobot               |                                   |                                                              |                                                            |
| 18     | Robert Patrick                                                  | Martin Hilský                             | Kennedyho děti (Ó, milý Buddho!)                                                                                         | 25. září 1996                                                | 20. března 2000                   | Miroslav Krobot               | Anabela Žigová a Monika Gadušová  | Anabela Žigová a Monika Gadušová                             | Vratislav Šrámek                                           |
| 19     | Oldřich Kryštofek                                               |                                           | Dvanáct měsíčků | 19. října 1996                                               | 25. listopadu 2001                | Miroslav Krobot               | Renáta Pavlíčková                 | Renáta Pavlíčková                                            | Vratislav Šrámek                                           |
| 20     | Aristofanés                                                     | Ferdinand Stiebitz                        | Lysistrate | 30. října 1996                                               | 5. února 1998                     | Lucie Bělohradská             | Eva Pírová                        | Eva Pírová                                                   | Vratislav Šrámek                                           |
| 21     | Carlo Gozzi                                                     | Jaroslava Bílková a Zdeněk Digrin         | Zelenavý ptáček | 22. ledna 1997                                               | 14. května 1998                   | Zdeněk Dušek                  | Barbora Lhotáková                 | Barbora Lhotáková                                            | Martin Štědroň                                             |
| 22     | Edgar Allan Poe                                                 | Josef Schwarz                             | Utišující metoda | 20. října 1997                                               | 3. května 1999                    | Miroslav Krobot               | Barbora Lhotáková                 | Barbora Lhotáková                                            | Skandovat Oranž                                            |
| 23     | Nikolaj Vasiljevič Gogol                                        | Zdeněk Mahler                             | Revizor | 12. ledna 1998                                               | 8. října 2002                     | Sergej Fedotov                | Barbora Lhotáková                 | Petra Štětinová                                              | Luboš Krtička                                              |
| 24     | Hubert Krejčí                                                   |                                           | Hry ze smetiště | 13. června 1998                                              | 21. prosince 1999                 | Hubert Krejčí                 | Andrea Králová                    | Andrea Králová                                               | Matěj Kroupa                                               |
| 25     | Howard Barker                                                   | Luboš Trávníček                           | Pazour (Odyssea) | 28. září 1998                                                | 12. května 1999                   | Lukáš Hlavica                 | Barbora Lhotáková                 | Barbora Lhotáková                                            | Vratislav Šrámek                                           |
| 26     | Maria Kownacka                                                  | Kamil Bednář                              | Švec Dratvička | 18. října 1998                                               | 14. října 2001                    | Markéta Schartová             | Eva Blahová                       | Eva Blahová                                                  | Vratislav Šrámek                                           |
| 27     | William Shakespeare                                             | Martin Hilský                             | Večer tříkrálový aneb Cokoli chcete                                                                                      | 14. dubna 1999                                               | 24. listopadu 2001                | Miroslav Krobot               | Barbora Hubená                    | Marta Roszkopfová                                            | Matěj Kroupa                                               |
| 28     | Alex Byrne                                                      |                                           | Můj život se psy | 28. dubna 1999                                               | 19. června 2002                   | Alex Byrne                    | Barbora Hubená                    | Barbora Hubená                                               | Vratislav Šrámek                                           |
| 29     | Gabriel García Márquez                                          | Blanka Stárková                           | Neuvěřitelný a tklivý příběh o bezelstné Eréndiře a její ukrutné babičce                                                 | 13. listopadu 1999                                           | 13. června 2002                   | Miroslav Krobot               | Martin Chocholoušek               | Martin Chocholoušek a Silvie Čepeláková                      | Vladimír Franz                                             |
| 30     | Fjodor Michajlovič Dostojevskij, Evald Schorm                   | Prokop Voskovec                           | Bratři Karamazovi | 10. března 2000                                              | 16. října 2014                    | Lukáš Hlavica                 | Jan Tobola                        | Ivana Brádková                                               | Matěj Kroupa                                               |
| 31     | Joe Orton                                                       | Jiří Popel                                | Lup | 10. června 2000                                              | 9. března 2003                    | Michal Lang                   | Klára Čulíková – Langová          | Klára Čulíková – Langová                                     |                                                            |
| 32     | Petr Vydra                                                      |                                           | Trapné večery | 23. října 1999                                               | 1. dubna 2000                     | Petr Vydra                    |                                   |                                                              |                                                            |
| 33     | Ivan Alexandrovič Gončarov                                      | Prokop Voskovec                           | Oblomov | 1. prosince 2000                                             | 15. prosince 2010 17. června 2014 | Miroslav Krobot               | Martin Chocholoušek               | Martin Chocholoušek                                          | Matěj Kroupa a Pavel Rejholec                              |
| 34     | Eva Suková                                                      |                                           | O zakletém hadovi | 17. února 2001                                               | 26. září 2003                     | Miroslav Krobot               | Barbora Hubená                    | Barbora Hubená                                               | Vratislav Šrámek                                           |
| 35     | Petr Zelenka                                                    |                                           | Příběhy obyčejného šílenství                                                                                             | 16. listopadu 2001                                           | 13. září 2009                     | Petr Zelenka                  | Martin Chocholoušek               | Jaroslava Pecharová                                          |                                                            |
| 36     | Anton Pavlovič Čechov                                           | Leoš Suchařípa                            | Tři sestry | 27. května 2002                                              | 1. května 2005                    | Miroslav Krobot               | Martin Chocholoušek               | Martin Chocholoušek                                          | Radůza                                                     |
| 37     | Miroslav Krobot                                                 |                                           | Sirup | 16. prosince 2002                                            | 23. listopadu 2004                | Miroslav Krobot               | Andrea Králová                    | Andrea Králová                                               |                                                            |
| 38     | Melissa James Gibsonová                                         | Pavel Dominik                             | [sic] | 28. února 2003                                               | 5. května 2005                    | Lukáš Hlavica                 | Martin Chocholoušek               | Martin Chocholoušek                                          | Matěj Kroupa, Hynek Obst a Pavel Rejholec                  |
| 39     | Jiří Pokorný / Iva Volánková                                    |                                           | Denis (epilog k Monologům vagíny) / Také off – scénické čtení                                                            | 8. března 2003                                               | 8. března 2003                    | Abdulkarim Malik              | Miloň Kališ                       |                                                              |                                                            |
| 40     | W. A. Mozart – E. Schikaneder                                   | Karel Kraus                               | Kouzelná flétna | 7. října 2003                                                | 31. srpna 2006                    | Miroslav Krobot               | Martin Chocholoušek               | Sylva Zinula Hanáková                                        | Wolfgang Amadeus Mozart                                    |
| 41     | Tennessee Williams                                              | Luba a Rudolf Pellarovi                   | Tramvaj do stanice Touha                                                                                                 | 8. prosince 2003                                             | 19. února 2007                    | Janusz Klimsza                | Marta Roszkopfová                 | Marta Roszkopfová                                            |                                                            |
| 42     |                                                                 |                                           | Sekec mazec | 18. února 2004                                               | 9. června 2005                    | Jaroslav Dušek                | Martin Chocholoušek               | Martin Chocholoušek                                          | Alan Vitouš                                                |
| 43     | Karel František Tománek                                         |                                           | KFT / sendviče reality®                                                                                                  | 15. října 2004                                               | 12. října 2007                    | Miroslav Krobot               | Martin Chocholoušek               | Sylva Zinula Hanáková                                        |                                                            |
| 44     | Isaac Bashevis Singer, Karel František Tománek                  |                                           | Love story | 11. března 2005                                              | 4. února 2007                     | Marián Amsler                 | Eva Rácová                        | Katarína Holková                                             |                                                            |
| 45     | Petr Zelenka                                                    |                                           | Teremin | 17. listopadu 2005                                           | 10. října 2018                    | Petr Zelenka                  | Martin Chocholoušek               | Renata Weidlichová                                           | Karel Holas                                                |
| 46     | William Shakespeare                                             | Jiří Josek                                | Hamlet | 12. dubna 2006                                               | 21. června 2011                   | Miroslav Krobot               | Martin Chocholoušek               | Martin Chocholoušek a Vladimíra Fomínová                     |                                                            |
| 47     | Simona Babčáková a její hosté                                   |                                           | Second sekec aneb Hlava nehlava                                                                                          | 17. května 2006                                              | 19. června 2004                   | Simona Babčáková a její hosté |                                   |                                                              |                                                            |
| 48     | Johann Wolfgang Goethe                                          |                                           | Spříznění volbou | 2. listopadu 2006                                            | 26. června 2019                   | Jan Antonín Pitínský          | Jan Štěpánek                      | Jana Preková                                                 | Richard Dvořák                                             |
| 49     | Zoltán Egressy                                                  | Táňa Dimitrová                            | Šťovík, pečené brambory                                                                                                  | 25. února 2007                                               | 20. listopadu 2008                | Lída Engelová                 | Martin Chocholoušek               | Vladimíra Fomínová                                           | Matěj Kroupa                                               |
| 50     | Doyle Doubt                                                     |                                           | Černá díra | 12. dubna 2007                                               | 29. srpna 2013                    | Jiří Havelka                  | Dáda Němeček a Lucie Masnerová    | Dáda Němeček                                                 |                                                            |
| 51     | Fjodor Michajlovič Dostojevskij, Miroslav Krobot                |                                           | Idiot | 12. ledna 2008                                               | 9. června 2011                    | Miroslav Krobot               | Martin Chocholoušek               | Vladimíra Fomínová                                           | Václav Havelka                                             |
| 52     | Michał Walczak                                                  | Jiří Vondráček                            | Cesta dovnitř pokoje | 2. dubna 2008                                                | 2. dubna 2008                     | Karel Král a Abdulkarim Malik | David Deutscha, Milan O. Liška    | David Deutscha, Milan O. Liška                               |                                                            |
| 53     | John Buchan, Alfred Hitchcock                                   | Pavel Dominik                             | 39 stupňů | 28. května 2008                                              | 6. listopadu 2018                 | David Ondříček                | Martin Chocholoušek               | Martin Chocholoušek, Vladimíra Fomínová                      | Matěj Kroupa                                               |
| 54     | Viliam Klimáček                                                 | Karel František Tománek                   | Dračí doupě | 7. listopadu 2008                                            | 4. října 2011                     | Karel František Tománek       | Martin Chocholoušek               | Martin Chocholoušek, Vladimíra Fomínová                      | DVA                                                        |
| 55     | Dennis Kelly                                                    | Pavel Dominik                             | Debris | 16. ledna 2009                                               | 23. listopadu 2010                | Miroslav Krobot               | Jan Štěpánek                      | Jan Štěpánek                                                 |                                                            |
| 56     | David Jařab                                                     |                                           | Hlasy | 28. února 2009                                               | 20. listopadu 2009                | David Jařab                   | David Jařab                       | Kamila Polívková                                             | Petr Haas                                                  |
| 57     | Joe Penhall                                                     | Martina Schlegelová a Magdaléna Zelenková | Krajina se zbraní | 16. května 2009                                              | 23. června 2011                   | Martin Myšička                |                                   | kostýmy                                                      | MIDI LIDI                                                  |
| 58     | Aki Kaurismäki                                                  | Pavla Arvela                              | Muž bez minulosti | 21. ledna 2010                                               | 18. června 2017                   | Miroslav Krobot               | Andrej Ďurík                      | Andrej Ďurík                                                 | Marek Doubrava                                             |
| 59     | Petra Tejnorová, Karel František Tománek a kolektiv             |                                           | MODROVOUS/SUOVORDOM | 15. dubna 2010                                               | 17. ledna 2015                    | Petra Tejnorová               | Antonín Šilar                     | Máša Černíková                                               | Jan Burian                                                 |
| 60     | Patrick Marber                                                  | Dana Hábová                               | Dealer's Choice | 11. prosince 2010                                            | 25. května 2022                   | Jiří Pokorný                  | Martin Chocholoušek               | Zuzana Bambušek Krejzková                                    | Michal Novinski                                            |
| 61     | Karel František Tománek                                         |                                           | Wanted Welzl | 28. března 2011                                              | 30. září 2013                     | Jiří Havelka                  | Dáda Němeček                      | Natálie Steklová                                             | David Babka                                                |
| 62     | Irvine Welsh                                                    | Olga Bártová                              | Ucpanej systém – scénické čtení                                                                                          | 20. prosince 2011                                            | 20. prosince 2011                 | Michal Vajdička               |                                   |                                                              |                                                            |
| 63     | Irvine Welsh                                                    | Olga Bártová                              | Ucpanej systém | 20. února 2012                                               | 19. dubna 2023                    | Michal Vajdička               | Pavol Andraško                    | Pavol Andraško                                               | Marian Čekovský                                            |
| 64     | Miroslav Krobot                                                 |                                           | Brian | 19. května 2012                                              | 2. června 2022                    | Miroslav Krobot               | Andrej Ďurík                      | Andrej Ďurík                                                 | Marek Doubrava, Mick Jagger, Keith Richards, Gustav Mahler |
| 65     | Petr Zelenka                                                    |                                           | Dabing Street | 1. prosince 2012                                             | 16. ledna 2020                    | Petr Zelenka                  | Nikola Tempír                     | Vladimíra Fomínová                                           | Marek Doubrava                                             |
| 66     | Anton Pavlovič Čechov                                           | Leoš Suchařípa                            | Racek | 21. března 2013                                              | 10. dubna 2025                    | Michal Vajdička               | Pavol Andraško                    | Katarína Hollá                                               | Marián Čekovský                                            |
| 67     | Julia Holewińska, Małgorzata Sikorska-Miszczuk, Zuza Ferenczová | Jiří Vondráček, Roman Sikora, Karel Král  | Klub osamělých srdcí Ferdinanda Vaňka                                                                                    | 17. listopadu 2013                                           |                                   | Stefanie Bibrowska            | Barbora Hubená                    | Barbora Hubená                                               | Václav Havelka                                             |
| 68     | Karel František Tománek                                         |                                           | KAFKA '24 | 5. března 2014                                               | 11. března 2019                   | Jan Mikulášek                 | Marek Cpin                        | Marek Cpin                                                   | Marek Doubrava                                             |
| 69     | Karel František Tománek                                         |                                           | Kakadu | 19. prosince 2014                                            | 26. listopadu 2019                | Jiří Havelka                  | Jan Hubínek                       | Simona Hubínek                                               | Kittchen                                                   |
| 70     | David Doubt                                                     |                                           | Zásek | 11. dubna 2015                                               |                                   | Ivan Trojan                   | Pavol Andraško                    | Katarína Hollá                                               | Matěj Kroupa                                               |
| 71     | William Shakespeare                                             | Martin Hilský                             | Zimní pohádka | 30. listopadu 2015                                           | 16. září 2020                     | Ondrej Spišák                 | František Lipták                  | Katarína Hollá                                               | Michal Novinski                                            |
| 72     | David Doubt                                                     |                                           | Vzkříšení | 12. června 2016                                              |                                   | Michal Vajdička               | Pavol Andraško                    | Katarína Hollá                                               | Václav Havelka a Martin Tvrdý                              |
| 73     | Theodor Holman                                                  | Michal Kotrouš                            | Interview | 3. prosince 2016                                             |                                   | Martin Myšička                | Dáda Němeček                      | Katarína Hollá                                               | Matěj Kroupa                                               |
| 74     | Miroslav Krobot, Lubomír Smékal                                 |                                           | Honey : romantický příběh podle skutečných událostí ve spolupráci se souborem Cirk La Putyka hraje se v divadle Jatka 78 | 12. listopadu 2017                                           |                                   | Miroslav Krobot               | Jakub Kopecký                     | Kristina Záveská                                             | Jan Balcar                                                 |
| 75     | Jiří Havelka, DD                                                |                                           | Vražda krále Gonzaga | 19. prosince 2017                                            |                                   | Jiří Havelka                  | Dáda Němeček                      | Adriana Černá                                                |                                                            |
| 76     | Petr Zelenka                                                    |                                           | Elegance molekuly | 5. dubna 2018                                                |                                   | Petr Zelenka                  | Nikola Tempír                     | Michaela Horáčková Hořejší                                   |                                                            |
| 77     | Václav Havel                                                    |                                           | Zítra to spustíme aneb Kdo je tady gentleman                                                                             | 27. října 2018                                               |                                   | Lukáš Hlavica                 |                                   |                                                              |                                                            |
| 78     | Karel Čapek, Egon Tobiáš                                        |                                           | Absolutno – kabaret o konci světa                                                                                        | 5. prosince 2018                                             |                                   | Anna Davidová                 | Eva Jiřikovská                    | Eva Jiřikovská                                               | Ivan Acher                                                 |
| 79     | Henrik Ibsen                                                    | František Fröhlich                        | Přízraky | 15. dubna 2019                                               |                                   | Jiří Pokorný                  | Petr B. Novák                     | Alena Dziarnovich pod pedagogickým vedením Kateřiny Štefkové | Michal Novinski                                            |
| 80     | Jiří Stránský                                                   |                                           | Játra | 29. listopadu 2019                                           |                                   | Josefína Formanová            | Natálie Rajnišová                 | Natálie Rajnišová                                            | sbor Lada                                                  |
| 81     | Friedrich Dürrenmatt                                            | Jiří Stach (překladatel)                  | Komplic | 2. února 2020                                                |                                   | David Šiktanc                 | Jan Štěpánek (scénograf)          | Juliána Kvíčalová                                            | Ondřej Švandrlík                                           |
| 82     | Daniel Majling                                                  |                                           | Vina? | 14. září 2021                                                |                                   | Ivan Trojan                   | Pavol Andraško                    | Katarína Hollá                                               | Matěj Kroupa                                               |
| 83     | Petr Zuska a další                                              |                                           | Terapie | 14. října 2021                                               | 4. dubna 2023                     | Petr Zuska                    | Jan Dušek                         | Kateřina Štefková                                            | Marek Doubrava                                             |
| 84     | William Shakespeare                                             | Martin Hilský                             | Richard III. | 31. března 2022                                              |                                   | SKUTR                         | Martin Chocholoušek               | Simona Rybáková                                              | Petr Kaláb                                                 |
| 85     | Luigi Pirandello                                                | Zdeněk Bartoš                             | Každý má svou pravdu | 28. dubna 2022 (dvakrát odloženo kvůli onemocnění v souboru) |                                   | Michal Vajdička               | Pavol Andraško                    | Katarína Hollá                                               | Michal Novinski                                            |
| 86     | Petr Zelenka                                                    |                                           | Fifty | 3. prosince 2022                                             |                                   | Petr Zelenka                  | Nikola Tempír                     | Katarína Hollá                                               | hudba                                                      |
| 87     | David Ondříček                                                  |                                           | Kde je ta ryba? | 4. května 2023                                               |                                   | David Ondříček                | Marek Cpin                        | Marek Cpin                                                   | Marek Doubrava                                             |
| 88     | Victor Hugo a spol.                                             | Petr Kopta                                | Bitva o Hernaniho | 2. prosince 2023                                             |                                   | Jiří Havelka                  | Lucia Škandíková                  | Linda Boráros                                                | Martin Hůla                                                |
| 89     | Fabien Nury a Thierry Robin                                     | Daniel Majling                            | Ztratili jsme Stalina : Groteska z Kremlu                                                                                | 3. března 2024                                               |                                   | Michal Vajdička               | Pavol Andraško                    | Katarína Hollá                                               | Michal Novinski                                            |
| 90     | Martin Myšička                                                  |                                           | Nitero | 7. prosince 2024                                             |                                   | Kateřina Letáková             | Hana Kessnerová, Klára Pavlíčková | Hana Kessnerová, Klára Pavlíčková                            | Jan Matásek                                                |
| 91     | Henry Becque                                                    | Gustav Francl                             | Krkavci | 10. března 2025                                              |                                   | Jan Frič                      | Dragan Stojčevski                 | Marek Cpin                                                   | Jakub Kudláč                                               |

## Fotografie z představení
Autorem fotografií je Hynek Glos.

### Petr Zelenka:Teremin(2005)

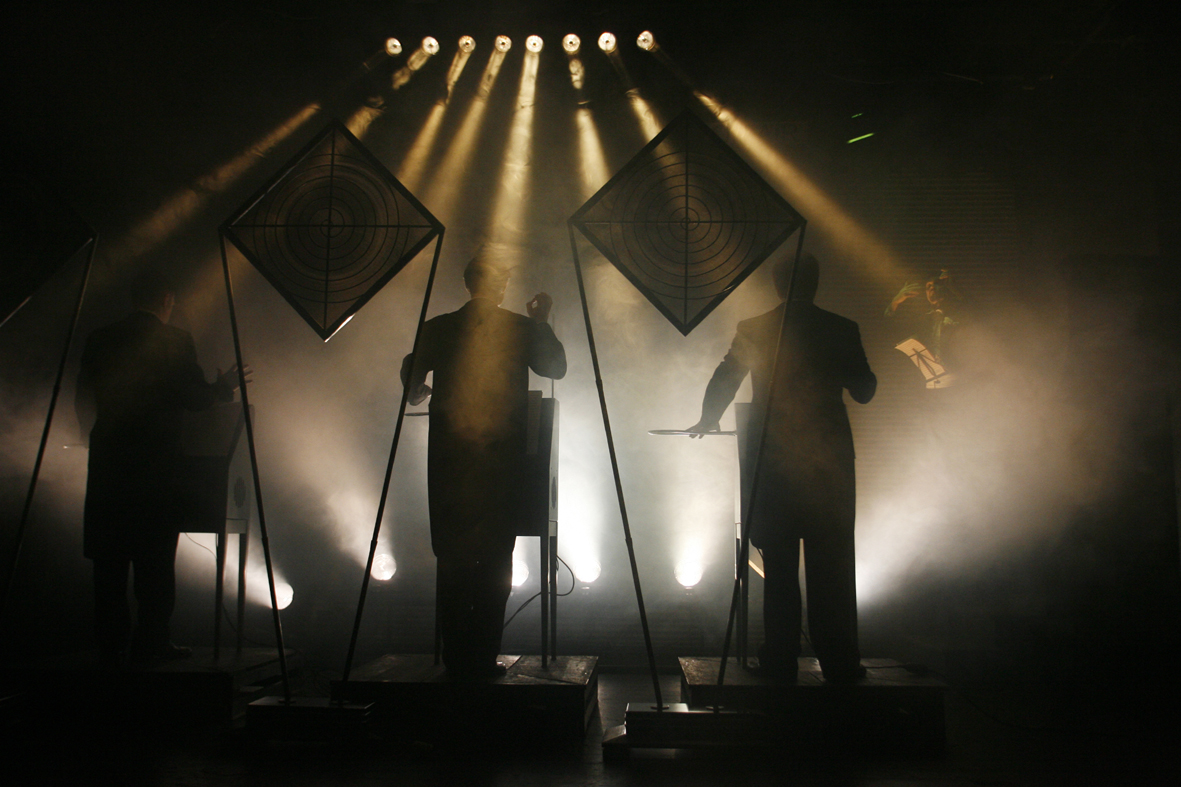
Teremin, scéna: Martin Chocholoušek
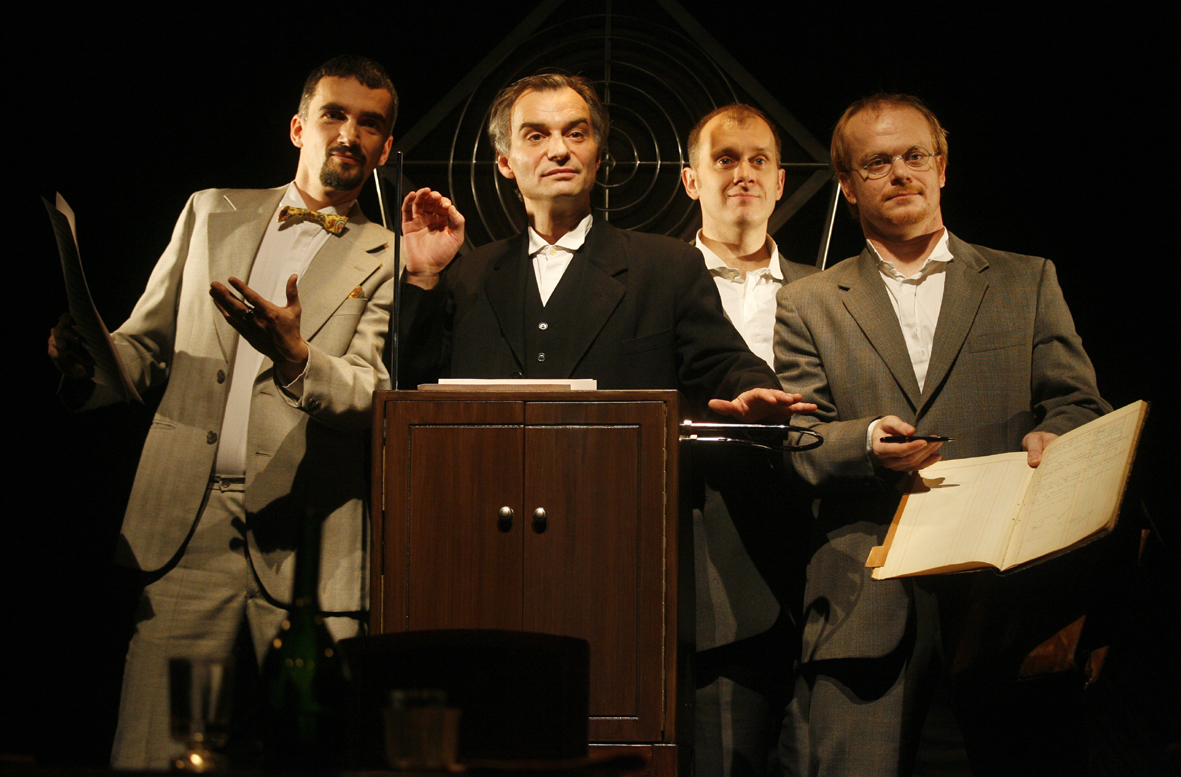
Teremin, zleva: Martin Myšička, Ivan Trojan, Jiří Bábek, David Novotný

### Irvine Welsh:Ucpanej systém(2012)

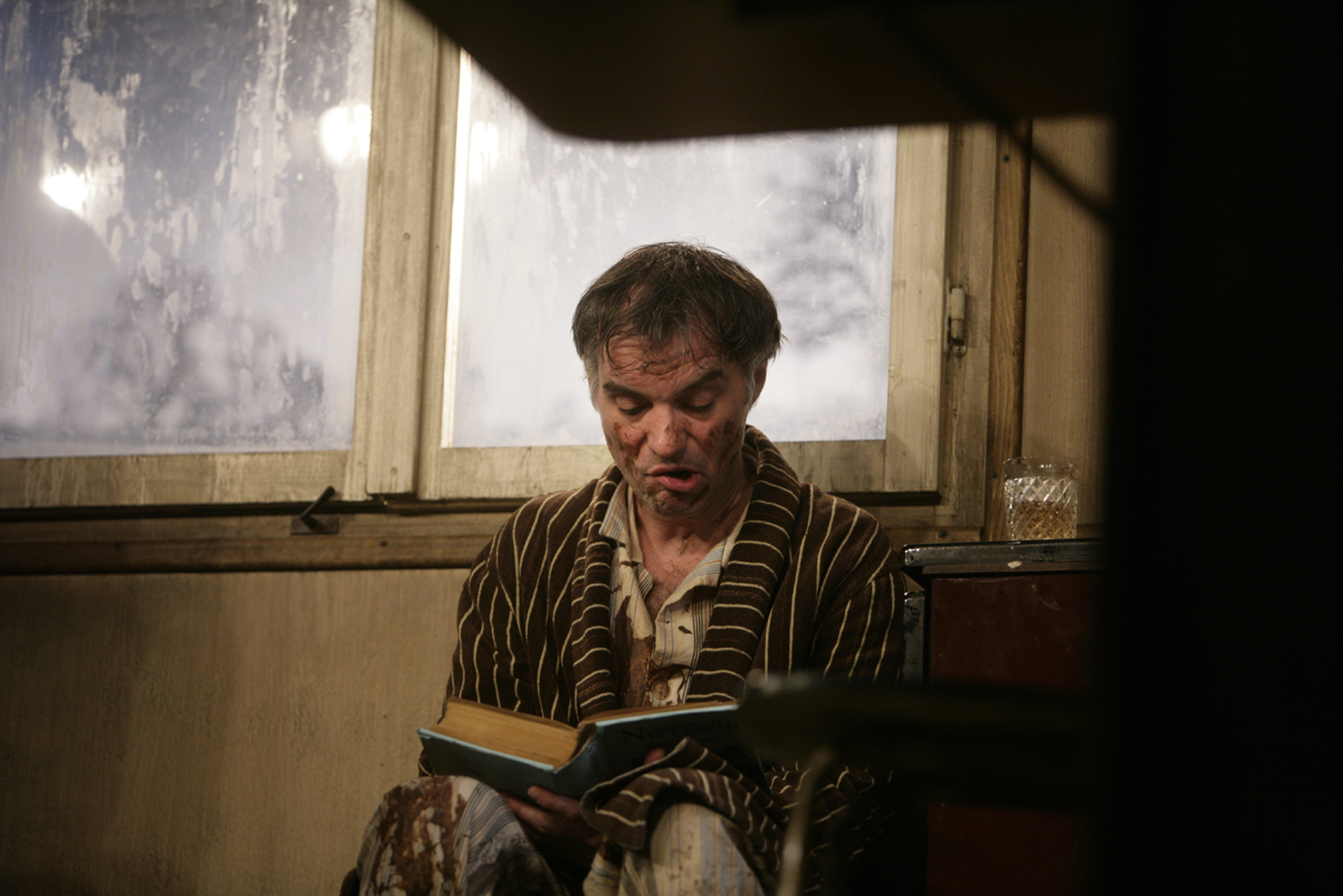
Bůh (Ivan Trojan)
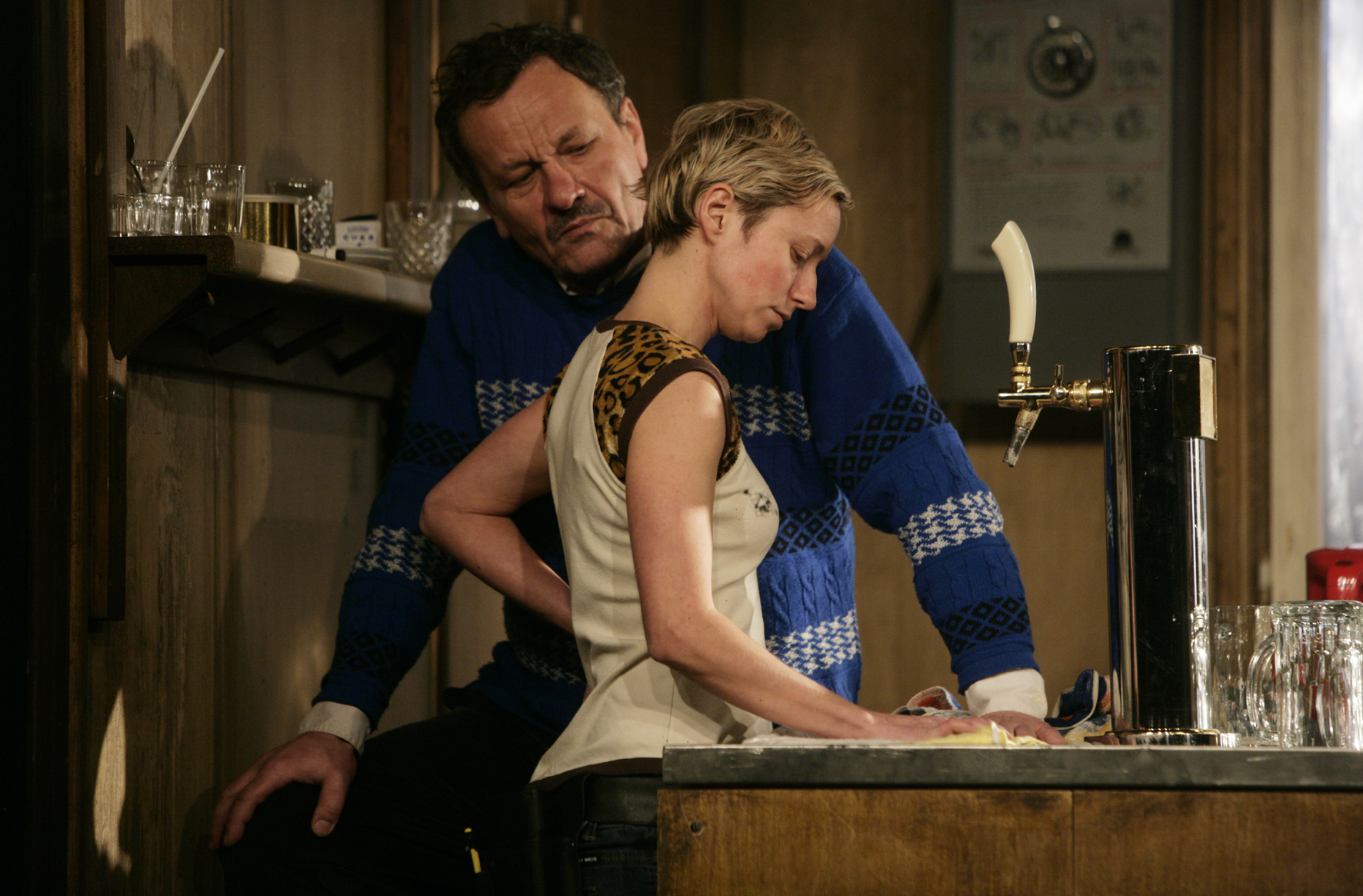
Miroslav Krobot, Jana Holcová
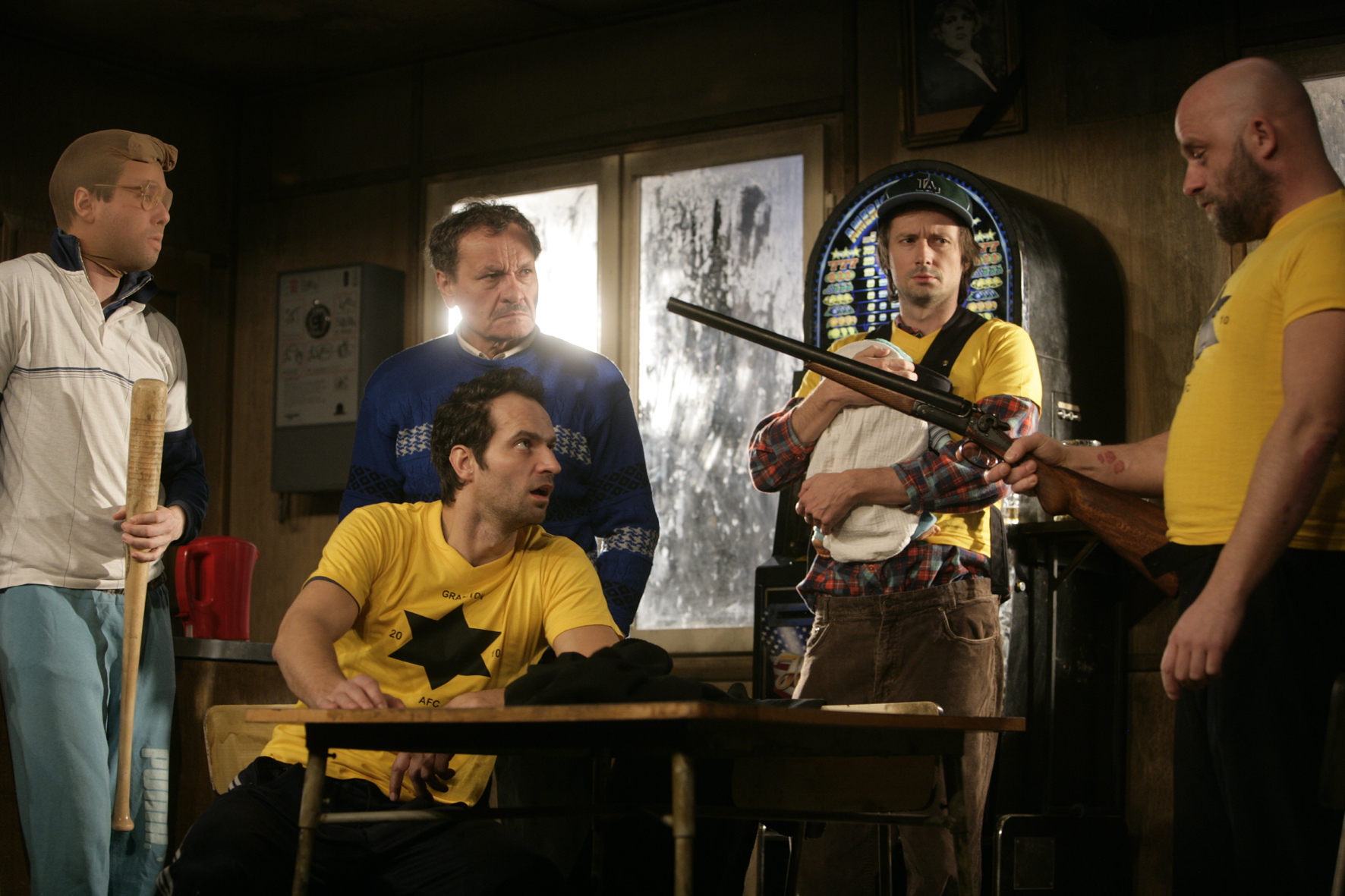
Václav Neužil, Miroslav Krobot, Petr Vršek, Jaroslav Plesl, Hynek Čermák

### Anton Pavlovič Čechov:Racek(2013)

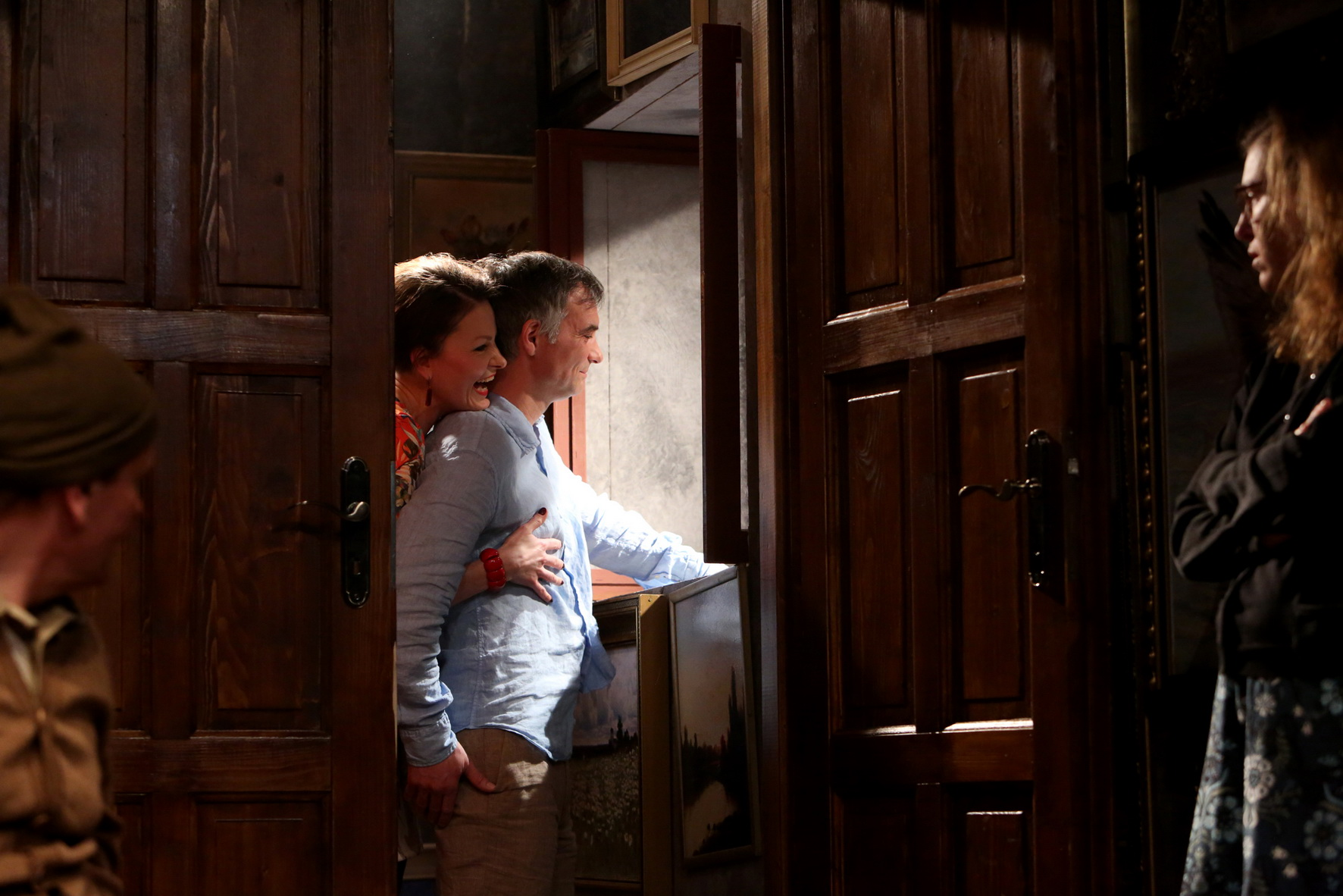
zleva: Petr Sorin (Miroslav Krobot), Irina Arkadinová (Klára Melíšková), Boris Trigorin (Ivan Trojan), Máša (Lenka Krobotová)
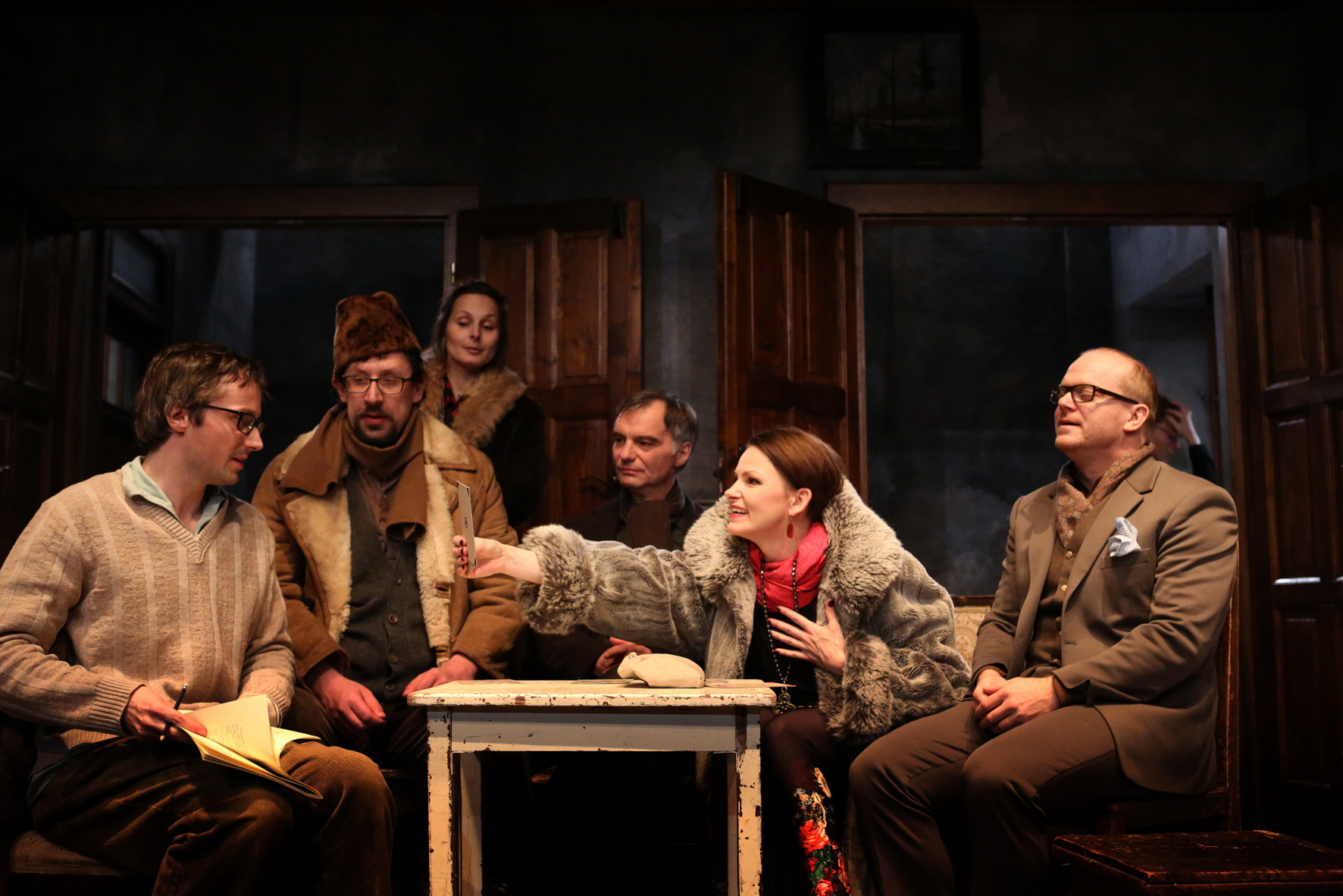
zleva: Konstantin Treplev (Jaroslav Plesl), Ilja Šamrajev (Pavel Šimčík), Pavlína, jeho žena (Zdeňka Žádníková), Boris Trigorin (Ivan Trojan), Irina Arkadinová (Klára Melíšková), Jevgenij Dorn (David Novotný), Máša (Lenka Krobotová)
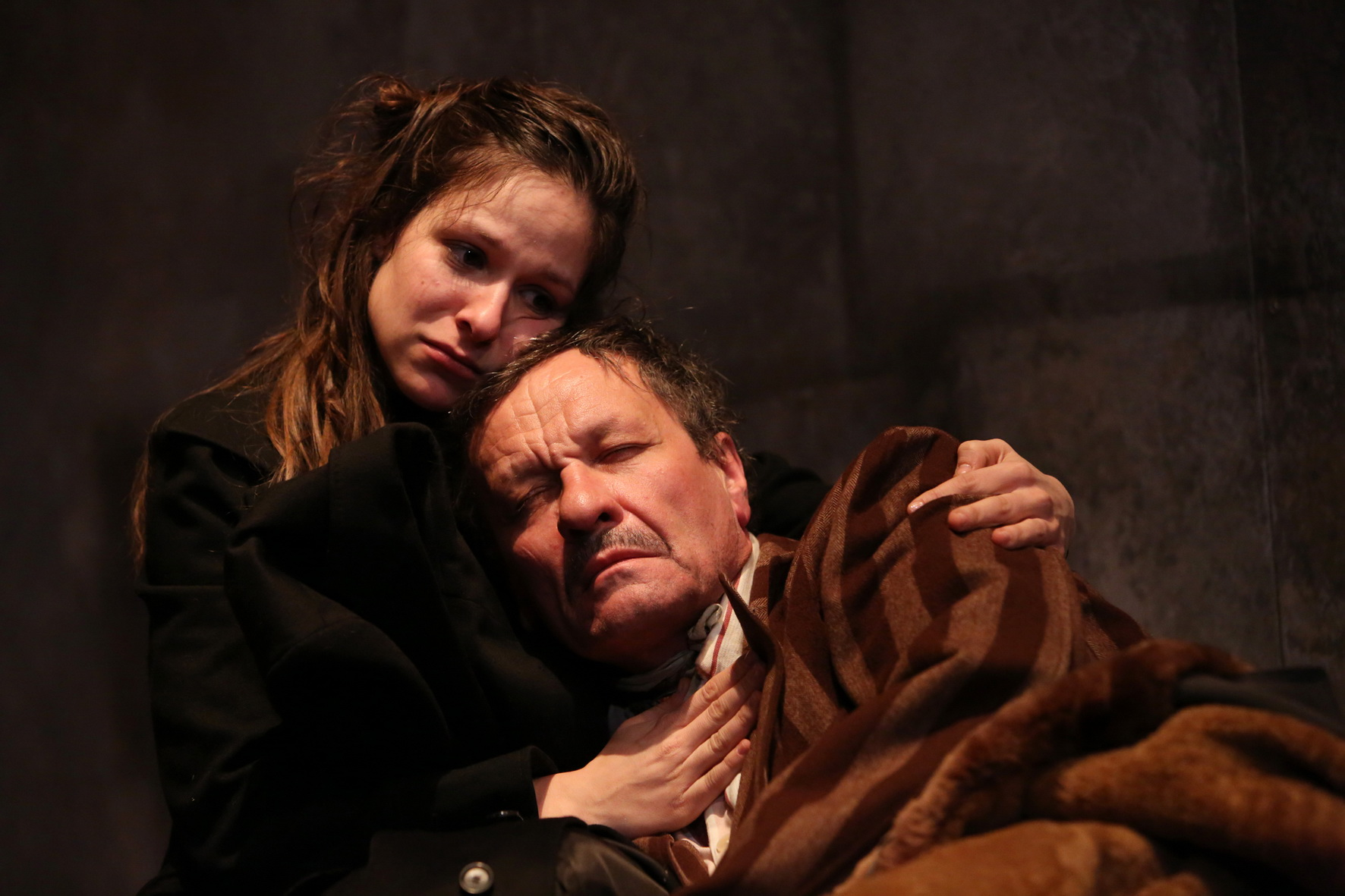
Nina Zarečná (Veronika Kubařová), Petr Sorin (Miroslav Krobot)